# Radu Rebeja
Radu Rebeja (russisch Ра́ду Никола́евич Ребе́жа; * 8. Juni 1973 in Chișinău, Sowjetunion) ist ein ehemaliger moldauischer Fußballspieler und war Rekordnationalspieler seines Landes. Er begann seine Karriere bei Zimbru Chișinău, wo er acht Jahre spielte. Nach Zwischenstationen beim FK Elista und Saturn Ramenskoje spielte er vier Jahre bei FK Moskau, u. a. als Kapitän, ehe er beim FK Chimki seine Karriere beendete. Er ist mittlerweile Vizepräsident des moldauischen Fußballverbandes.

## Nationalmannschaft
Rebeja gehörte zur Mannschaft, die am 2. Juli 1991 das erste Länderspiel für Moldau bestritt, das in Chișinău mit 2:4 gegen Georgien verloren wurde. Sein letztes Länderspiel bestritt er am 15. Oktober 2008 im Rahmen der WM-Qualifikation gegen Luxemburg. Mit 74 Länderspielen war er bis Oktober 2016 Rekordnationalspieler Moldaus und nahm mit Moldau zwischen 1994 und 2008 an allen EM- und WM-Qualifikationen teil, konnte sich mit Moldau aber nie für eine Welt- oder Europameisterschaft qualifizieren und erreichte so für die Dauer seiner Länderspielkarriere von über 17 Jahren relativ wenig Spiele.

## Quelle
Dieser Artikel ist eine bearbeitete Übersetzung des Artikels aus der englischen Wikipedia Radu Rebeja